# الدامر
الدامیر (به عربی: الدامر) شهری در استان نهر النیل کشور سودان است که جمعیت آن در سرشماری سال ۱۹۹۳ میلادی ۵۰٫۹۹۵ نفر بوده و در سال ۲۰۰۷ میلادی ۱۱۵٫۲۳۶ نفر تخمین زده شده است.